# Черемховский сельсовет
Черемхо́вский сельсовет — упразднённое муниципальное образование (сельское поселение) в Ивановском районе Амурской области.
Административный центр — село Черемхово.

## История
16 февраля 2005 года в соответствии с Законом Амурской области № 440-ОЗ муниципальное образование наделено статусом сельского поселения.
Упразднён в январе 2021 года в связи с преобразованием муниципального района в муниципальный округ.

## Население
| 2002  | 2010  | 2011  | 2012  | 2013  | 2014  | 2015  |
| ----- | ----- | ----- | ----- | ----- | ----- | ----- |
| 1701  | ↘1466 | ↘1459 | ↗1482 | ↗1507 | ↘1488 | ↘1447 |
| 2016  | 2017  | 2018  |       |       |       |       |
| ↘1394 | ↘1380 | ↘1373 |       |       |       |       |

## Состав сельского поселения
На территории поселения находятся два села:.
| № | Населённый пункт | Тип населённого пункта       | Население |
| - | ---------------- | ---------------------------- | --------- |
| 1 | Богородское      | село                         | ↘549      |
| 2 | Черемхово        | село, административный центр | ↗824      |